# Aeroporto de Conselheiro Lafaiete
O Aeroporto de Conselheiro Lafaiete ou Banderinhas (IATA: QDF, ICAO: SNKF), fica situado no município de Conselheiro Lafaiete, Minas Gerais, a uma altitude de 1057 metros do nível do mar. Possui uma pista de 902 m de comprimento por 24 m de largura. Comporta aeronaves de pequeno porte. No aeroporto também funciona uma Escola de aviação e de Manutenção de aviação civil (CHB aviação) de Conselheiro Lafaiete.

## Hangar da UFMG
No dia 8 de Março de 2008, o aeroporto inaugurou o hangar para o curso de Engenharia Aeronáutica da UFMG que resolverá o problema da falta de espaço, para testes e construção de aeronaves e protótipos do CEA - Centro de Estudos Aeronáuticos da UFMG.

## Expansão
Existe um projeto para a criação de uma estrutura aeroportuária que prolongará a pista, construirá um terminal de passageiros e mudará o seu eixo, pois ha vento de través constante. A estrutura aeroportuária comportará aeronaves com até 100 passageiros. Não existe previsão para o começo  das obras. 